# 8798 Tarantino
8798 Tarantino este un asteroid din centura principală de asteroizi.

## Descriere
8798 Tarantino este un asteroid din centura principală de asteroizi. A fost descoperit pe 7 martie 1981 la Siding Spring de Schelte J. Bus. Asteroidul prezintă o orbită caracterizată de o semiaxă mare de 3,16 ua, o excentricitate de 0,18 și o înclinație de 5,3° în raport cu ecliptica.